# Gerard Gumbau i Garriga
Gerard Gumbau i Garriga (Campllong, 18 de desembre de 1994) és un futbolista professional català que juga com a migcampista pel Rayo Vallecano, cedit pel Granada CF. És internacional amb la selecció catalana

## Carrera esportiva
Gumbau es va formar al planter de la UD Cassà i després al Girona FC i va debutar com a sènior amb el Girona FC B la temporada 2012–13 a segona catalana. Va tenir un paper clau l'any següent, a Primera Catalana, en què jugà 31 partits i marcà sis gols, i fou convocat amb el primer equip diversos cops.
L'1 de juliol de 2014 Gumbau va signar un contracte per tres anys amb el FC Barcelona, per a jugar al FC Barcelona B a segona divisió. El 23 d'agost va jugar el seu primer partit com a professional, substituint Wilfrid Kaptoum al minut 76 en una derrota per 0 a 2 fora de casa contra el CA Osasuna.
Gumbau va marcar el seu primer gol com a professional el 7 de setembre, el tercer del seu equip en una victòria per 4 a 1 a casa contra el Reial Saragossa. El 15 de gener de 2015 va debutar amb el primer equip, jugant com a titular en una victòria per 4 a 0 fora de casa contra l'Elx CF a la Copa del Rei 2014-15).
Gumbau va debutar a La Liga el 20 de setembre de 2015, entrant a la segona part en comptes de Sergio Busquets en una victòria per 4 a 1 a casa contra el Llevant UE.
El 12 de juliol de 2017, Gumbau va signar contracte per tres anys amb el CD Leganés de primera divisió. Va marcar el seu primer gol a la categoria el següent 15 de gener, tot i la derrota per 2–3 contra el Reial Betis.
El 14 d'agost de 2019, Gumbau va retornar al seu primer club, el Girona, amb un contracte per tres anys, per jugar al primer equip, a la segona divisió. Va acabar el seu contracte el 31 d'agost de 2021, i en va signar un altre per dos anys amb l'Elx CF hores després.
El 27 de juliol 2023, el Granada CF, acabat d'ascendir a La Liga va anunciar el fitxatge de Gumbau, com a agent lliure, un cop el seu vincle amb l'Elx va expirar. El 15 de juliol de l'any següent, després de patir el descens de la a la Lliga 2023-24, va activar una clàusula del seu contracte que li permetia deixar el club a un equip de primera categoria, i va acordar un contracte d'un any amb el Rayo Vallecano.

## Internacional
Internacional amb la selecció catalana, el maig de 2022 Gerard López el va convocar per disputar el partit Catalunya – Jamaica a Montilivi, una victòria per 6-0.
El 29 de maig de 2024 va disputar amb la selecció catalana el partit contra el Panamà, que va acabar en un empat a 2, a l'Estadi de la Nova Creu Alta.

## Palmarès
FC Barcelona
- Copa del Rei: 2014–15